# Kovács István (táblabíró)
Kovács István, névváltozatok: Kováts, Kovách (Ajak, 1848. szeptember 5. – Nyíregyháza, 1916. szeptember 9.) királyi táblabíró.

## Élete
Kisbirtokos nemes szülők gyermeke (egyik őse Kovács Mátyás 1637. december 12-én III. Ferdinándtól kapta nemes levelét), apja Kováts István gubaszövő, anyja Detrich Franciska. Középiskoláit 1861-1869-ben Sátoraljaújhelyt, Székesfehérvárt és Nagyváradon végezte; utóbbi helyen 1869-től 1872-ig joghallgató is volt. 1874-től gyakorló ügyvéd volt Kisvárdán, 1885-ben a bírói pályára lépett. Később a nyíregyházai királyi törvényszéknél nyert alkalmazást mint királyi ítélőtáblai bíró. 1908-ban törvényszéki elnök lett, s 1914-ben történt nyugalomba vonulása alkalmából megkapta a kúriai bírói címet is. A Szabolcsvármegyei Pártfogó Egyesület elnöke volt. A Morgó temetőben helyezték örök nyugalomra római katolikus szertartás szerint. Felesége szikszói Szabó Izabella volt.

## Írásai
Egy népdala jelent meg a székesfehérvári önképzőköri kiadványban (1866); nagyváradi jogászkorában különböző lapokba írt neve alatt és név nélkül tárcacikkeket, a Nagyváradba (1871-72); egyéves önkéntesi szolgálata után a szabolcsmegyei lapokba dolgozott; írt a Zazty apátság helyneve és magyarsága, Ajak község monografiája c. cikksorozatot; írt a Nyirvidéki Értesítőbe, a Nyirvidékbe közgazdasági s közigazgatási czikkeket, így a Szabolcsmegyei Közlönybe (1877. A járási székhelyek meghatározása, 1878. A kisebb peres ügyekben való biráskodás), a Honba (1876. Még egy szó az uzsora kérdéséhez), a Debreczenbe (1881. Bismarck pénzügyi politikája és a mi fogyasztási adónk. A baj gyökere. A paritás a közös hadseregben, A függetlenségi párt elleni támadások, A mandatum, Választások előtt, Melyik párttal szavazzunk stb.), a Büntető Jog Tárába és mellékletébe a Polgári Törvénykezésbe (XXI. A rövid úton visszahelyezés és megye igazítás iránti keresetek perútja, 1887. A természetes apával az anya által gyermektartásra nézve kötött egyezség joghatálya), a Jogba (1891. A büntető törvénykönyv módosítása, 1892. Észrevételek a büntetőtörvénykönyv módosítása s a bűnügyi enquéte munkálata felett) s a Debreczeni kir. táblai Értesítőbe (A büntető-törvénykönyv egy sarkalatos elve).